# روبرت موسکوا
روبرت موسکوا (لهستانی: Robert Moskwa؛ زادهٔ ۱۳ اکتبر ۱۹۶۵) ورزشکار حرفه‌ای کاراته و بازیگر سینما و تلویزیون اهل لهستان است. او از ۱۷ سالگی کاراته تمرین می‌کرد. در سال ۲۰۰۹ او کمربند مشکی کاراته در سبک‌های شوتوکان و فودوکان را دریافت کرد و به همراه ماچئی یوزف گروبسکی مدرسه ورزشی «ستارگان کاراته» را افتتاح کرد و در سال ۲۰۱۱ رئیس انجمن «باشگاه ستارگان کاراته» شد. در سال ۲۰۱۴، او دو مدال طلا در جام کاراته شوتوکان اروپا (فدراسیون کاراته شوتوکان نیهون یا NSKF) کسب کرد. او بازیکن تیم فوتبال هنرمندان لهستان است.
از فیلم‌ها یا مجموعه‌های تلویزیونی که وی در آن‌ها نقش داشته است، می‌توان به تنها عشق و ع چون عشق اشاره نمود.